# Dorje Yudon Yuthok
Dorje Yudon Yuthok (tibétain : རྡོ་རྗེ་གཡུ་སྒྲོན་གཡུ་ཐོག, Wylie : rdo rje g.yu sgron g.yu thog) née le 12 janvier 1912 au village de Drak au Tibet et morte le 25 mai 1998 à Seattle aux États-Unis est une femme tibétaine de la famille aristocratique Surkhang auteure d'une autobiographie.

## Biographie
Dorje Yudon est née en 1912 à Drak, un des domaines de la famille aristocratique Surkhang, à 80 km au-dessus d'un col de montagne, au sud-est de Lhassa dans la maison Kunzang Choling construire vers 1870 par son arrière-arrière-grand-père. Son père est Surkhang Wangchen Tseten et sa mère Lhagyari Tseten Chozom. Sa mère a été forcée de fuir avec une partie de sa famille en raison de l'Invasion du Tibet par l'armée impériale mandchoue, lorsque le 13e dalaï-lama s'enfuit en Inde et le 3e Tsemonling Hutuktu, Ngawang Lobzang Tenpai Gyeltsen est nommé régent. Le frère de sa mère, Lhagyari Namgyel Wangchuk (décédé en 1912), est mort à Lhassa, tué par des tirs de canon chinois lors d'une bataille. Son frère, qui avait levé un régiment de volontaires de douze cents soldats tibétains, est mort au combat, et leur grande maison familiale a été saisie pour être occupée par les troupes chinoises. La maison Surkhang a finalement été détruite par des combattants de la résistance tibétaine et de nombreux Chinois ont été tués ; mais son père a survécu pour accueillir sa fille à la maison et reconstruire leur manoir à Lhassa une fois la paix revenue.
La famille du père de Dorje Yudon, les Surkhang, appartenait au rang midrak de l'aristocratie, l'un des quatre rangs alors en usage à Lhassa. À l'époque du 7e dalaï-lama, des ancêtres de la famille Surkhang sont venus du Ladakh à Lhassa et le dalaï-lama leur a donné un domaine. Une explication de leur nom de famille est liée à la localisation de leur maison près du coin du Temple de Jokhang et les gens ont commencé à les appeler « maison d'angle » (Surkhang). La mère de Dorje Yudon était issue de la famille des Lhagyari de la lignée royale de Songtsen Gampo.
Wangchen Tseten et Tseten Chozom ont divorcé alors que Dorje Yudon était encore jeune. Le divorce a été sanctionné par le  dalaï-lama, comme c'était la coutume, et Wangchen Tseten a quitté la maison Surkhang pour fonder un autre foyer. Il est réaffecté en tant que depon, général de quatrième rang, et envoyé au Kham. Il devint plus tard gouverneur général du Tibet oriental en 1936.
En 1919, alors que Dorje Yudon a sept ans, elle commence à fréquenter l'école Kyiraes à Lhassa avec ses frères et sœurs aînés. Les matières enseignées étaient l'écriture manuscrite, la lecture, la grammaire et les mathématiques. Elle quitte l'école à l'âge de douze ans. Lorsqu'elle a dix-huit ans, sa famille l'envoit à Treshong, dans le district de Nyemo, pour être à la tête du domaine de Treshong. Les Treshongs étaient une famille liée aux Surkhang. Le dernier Treshong survivant, Tsewang Topgyal n'avait pas d'héritier et souhaitait transmettre sa succession à l'un des enfants Surkhang. L'arrangement était que lorsque Dorje Yudon se marierait, son mari abandonnerait son nom de famille et prendrait le nom de Treshong.
Lors d'une de ses visites à Lhassa, Yuthok Tashi Dhondup, un général de l'armée tibétaine, l'a courtisé. Le frère aîné de Tashi Dhondup, Rimshi Yuthok Tsering Wangdu a officiellement demandé la permission à Dorje Yudon d'épouser son frère cadet. Rimshi Yuthok a refusé que son frère prenne le nom de Treshong et a insisté pour que Dorje Yudon entre dans la maison Yuthok en tant qu'épouse. Le 19 décembre 1933, Dorje Yudon épouse Tashi Dhondup et emménage dans la maison Yuthok.
Les familles Yuthok et Surkhang étaient déjà étroitement liées, car les deux frères aînés de Dorje Yudon Surkhang Wangchen Gelek et Surkhang Lhawang Topgyal s'étaient tous deux mariés à la fille de Rimshi Yuthok, Dekyi Lhaze, quelques mois auparavant. À la place de Dorje Yudon, sa sœur cadette Lhawang Dolma a repris le domaine de Treshong.
Dorje Yudon est devenue la maîtresse d'une grande maison. Comme la maison Surkhang, la maison Yuthok a été endommagée lors des batailles de 1910-1912 et a depuis été rénovée. La famille gardait environ dix-neuf serviteurs dont un trésorier, un intendant, un secrétaire, des serviteurs, des servantes, un cuisinier, un balayeur, un palefrenier, un jardinier et un gérant. Elle a perdu son premier enfant dans sa petite enfance, mais a ensuite eu trois autres enfants ; deux fils, Gyalten Wangchuk et Dondol Wangchuk et une fille, Thupten Choden. Elle est également devenue la belle-mère des enfants que son mari et son frère aîné avaient eus d'un précédent mariage. Tashi Dhondup et Rimshi Yuthok avaient été mariés à Chime Yudon de la famille Langdun et nièce du 13e dalaï-lama.
Tashi Dhondup avait été commandant de l'unité des gardes du corps du dalaï-lama avec le titre de général ou depon. Mais en 1937, le régent, le 5e Reting Tubten Jampel Yeshe Gyeltsen l'a rétrogradé en changeant son rang de commandant à theji. Bien que theji ait été nominalement un rang plus élevé que depon, c'était une position inactive. Cependant, en 1942, Tashi Dhondup est de nouveau promu et nommé gouverneur général du Tibet oriental, ou domey chikyab. Après son départ pour Chamdo, Dorje Yudon est resté à Lhassa un an de plus pour régler les affaires financières de la famille. Elle s'est engagée dans des entreprises commerciales, comme acheter du fil de coton blanc et bleu très recherché de Kalimpong pour le vendre à Lhassa et au Yunnan.
Lorsqu'elle apprit que son mari avait une liaison à Chamdo, elle hâta son départ de Lhassa. Fin de 1944, elle quitta Lhassa avec un groupe de quatorze personnes, dont ses deux fils. Ils ont emprunté la route du Janglam, qui les mènerait au-delà de Nakchu où le frère de Dorje Yudon, Lhawang Topgyal, servait comme général de la garnison de Drapchi Gyajong avec cinq cents soldats sous ses ordres.
Lorsqu'elle est arrivée à Chamdo, son mari a demandé une séparation. Il avait une maîtresse du nom de Demo Yungdrung, l'épouse d'un autre fonctionnaire, ainsi que des relations avec d'autres femmes. Elle retourna à Lhassa mais n'y resta pas longtemps. En 1946, elle se rendit à Kalimpong pour inscrire ses fils à l'école du couvent Saint-Joseph. A Kalimpong, elle séjourna chez les Pangdatsang, une famille de commerçants du Kham qui possédait désormais l'une des entreprises familiales les plus riches du Tibet. Elle séjourna d'abord chez Rapga Pangdatsang et sa femme Jomo Tsedron puis chez Yarphel Pangdatsang. Yarphel, un fonctionnaire du gouvernement tibétain, était à Lhassa à l'époque et sa femme Sonam a hébergé Dorje Yudon.
Laissant ses enfants à Kalimpong et retournant au Tibet, Dorje Yudon a eu une liaison amoureuse de plusieurs mois avec Tsepon Wangchuk Deden Shakabpa, un homme marié. L'affaire s'est terminée en 1947 lorsque Shakabpa est parti avec Surkhang Lhawang Topgyal, le frère de Dorje Yudon, et d'autres pour l'Europe et les États-Unis en tant que chef d'une délégation commerciale tibétaine.
À la fin du mandat de Tashi Dhondup à Chamdo, il retourna à Lhassa avec lui Rigcho, la fille de son ancienne maîtresse Demo Yungdrung. Tashi Dhondup et Dorje Yudon ont alors décidé de divorcer formellement, et ils se sont partagés à parts égales les dix-huit domaines de la famille Yuthok. Tashi Dhondup et Dorje Yudon ont rédigé un accord, l'ont signé devant témoins, puis l'ont soumis au gouvernement ; lorsque le régent a signé son approbation, leur divorce a été finalisé. Dorje Yudon a quitté la maison Yuthok pour une nouvelle maison sur le terrain de la propriété de son mari près du pont Yuthok à la périphérie est de Lhassa. Tashi Dhondup a vécu avec Rigcho comme sa nouvelle épouse.
En 1948, Tashi Dhondup, alors ex-mari de Dorje Yudon, partit pour l'Inde pour y envoyer leur fille Thupten Choden à l'école. Après quelques mois, Dorje Yudon est retourné à Kalimpong et est resté une fois de plus avec Rapga et Tsedon Pangdatsang. La délégation commerciale tibétaine était maintenant sur le chemin du retour au Tibet, et son frère et Shakabpa rejoignirent à Kalimpong.
Dorje Yudon a eu une relation amoureuse avec Shakabpa et son ex-mari. Comme sa vie personnelle devenait chaotique, elle partit en pèlerinage à Bodh Gaya. A Gaya, elle décide de devenir nonne et est ordonnée par Pema Choling Rinpoché, un lama du monastère de Shang Pema Choling au Tibet qui se trouvait alors au monastère tibétain de Bodh Gaya. De retour à Kalimpong, elle renonce à ses vœux et fréquente à nouveau Tashi Dhondup.
Elle est finalement retournée à Lhassa et s'est davantage impliquée dans la religion. En 1957, elle a parrainé un enseignement complet du Lamrim à Shide Dratsang de son professeur le 3e Trijang, Lobzang Yeshe Tendzin Gyatso. Plus de deux mille moines ont assisté à ces enseignements. Trijang Rinpoché a également enseigné son ouvrage le plus célèbre, le commentaire du lamrim appelé Namdol Lakchang, ou Libération dans la paume de la main, basé sur des notes prises pendant les enseignements du Lamrim de son professeur Pabongkha Dechen Nyingpo à l'ermitage de Chubzang en 1921. Les enseignements de Trijang Rinpoché ont duré un mois et quatre jours et ont été suivis par deux mille moines et cinquante lamas.
En 1950, le jeune 14e dalaï-lama est installé à la tête de l'État.  En mai 1951, l'Accord en    17points , qui a mis fin à l'indépendance du Tibet, est signé à Pékin. En septembre 1951, l'Armée populaire de libération entre dans Lhassa. Le reste des années 1950 marque coexistence difficile entre Tibétains et Chinois. La famille Surkhang envoye le plus jeune frère de Dorje Yudon, Wangchuk Dorje en Inde pour faire des préparatifs à Kalimpong au cas où la famille aurait besoin de s'échapper. Les Chinois voulaient que Dorje Yudon occupe le poste de secrétaire administrative dans leur bureau principal mais elle a refusé sous prétexte de sa mauvaise vue. En mars 1959, lors du soulèvement tibétain de 1959 à Lhassa, Dorje Yudon s'enfuit de Lhassa avec sa fille et sa mère.
En cours de route, ils ont appris que le dalaï-lama s'est également échappé avec sa famille, ses tuteurs et d'autres hauts fonctionnaires, dont le frère aîné de Dorje Yudon, kalon Surkhang Wangchen Gelek, qui faisait partie du Kashag à l'époque. Lorsqu'ils arrivent à Tsona près de la frontière indienne, l'entourage du dalaï-lama est déjà là. Le dalaï-lama demande à Lhawang Topgyal de rejoindre son groupe car il n'y avait personne dans son entourage qui parlait anglais.
Après son arrivée en Inde, Dorje Yudon est resté à Kalimpong pendant un mois, puis a déménagé à Mussourie. Son frère aîné Wangchen Gelek est resté à Mussourie à Kildare House avec son frère et leur femme Dekyi Lhaze. Le dalaï-lama et son gouvernement étaient basés à Mussourie bien qu'ils déménageraient plus tard à Dharamsala.
Dorje Yudon a pu subvenir à ses besoins en vendant ses bijoux. Elle s'est installée dans la vallée de Kullu dans l'Himachal Pradesh. Elle y fit la connaissance de Raja Mata Parik, la mère du Raja de Nalagarh et passa quelques années avec elle dans son palais de Nalagarh. Elle a ensuite décidé de déménager aux États-Unis. Ses frères avaient été nommés à l'Institut sino-soviétique de l'université George-Washington et son fils Gyalten Wangchuk et sa nièce Choden Dolkar étaient également à Seattle. Choden Dolkar épousa plus tard le célèbre anthropologue américain Melvyn Goldstein.
Grâce à Freda Bedi à Dalhousie, Dorje Yudon s'est liée à M. et  Mme Kenneth Ranney qui l'ont parrainée pour venir aux États-Unis en 1965. Elle a vécu pendant quelques années avec sa fille Thupten Choden à New York et a travaillé comme tutrice au département d'études sud-asiatiques de l'université de Pennsylvanie. Elle a commencé son autobiographie pendant cette période. Le livre a été publié par Snow Lion Publications en 1990. 
Son autobiographie décrit la vie dans son pays natal avant l'invasion chinoise de 1950 et les turbulences qui ont conduit à l'exode tibétain de 1959. Le livre relate les anciennes lignées généalogiques des familles nobles et des dalaï-lamas, ainsi que les complexités subtiles de la structure familiale et sociale dans un pays où la polygamie et la polyandrie étaient légales. C'est aussi un portrait des pratiques quotidiennes de la vie domestique, commerciale et politico-religieuse.
L'ouvrage comporte une préface de Tenzin Namgyal Tethong  et un avant-propos de Heinrich Harrer. 